# Liste de jeux vidéo Rapala
Les jeux vidéo Rapala forment une série de jeux vidéo portant le nom de la marque du même nom spécialisée dans la pêche.

## Titres
- 2004 : Rapala Pro Fishing, édité par Activision sur Windows (version développée par développé par MagicWand), PlayStation 2 (version développée par Activision), Xbox (version développée par Fun Labs) et Game Boy Advance (version développée par Torus Games)..
- 2006 : Rapala Trophies, développé par Sand Grain Studios et édité par Activision sur PlayStation Portable.
- 2006 : Rapala Tournament Fishing!, développé par MagicWand et édité par Activision sur Xbox 360 et Wii.
- 2008 : Rapala Fishing Frenzy 2009, développé par Fun Labs et édité par Activision sur PlayStation 3, Xbox 360 et Wii.
- 2009 : Rapala: We Fish, développé par Polygon Magic et édité par Activision sur Wii.
- 2010 : Rapala Pro Bass Fishing 2010, édité par Activision sur PlayStation 3, PlayStation 2, PlayStation Portable, Xbox 360, Wii et Wii U (versions développées par Fun Labs) ainsi que sur Nintendo DS et iOS (versions développées par Magic Pockets).
- 2011 : Rapala for Kinect, édité par Activision sur Xbox 360 (compatible Kinect).
- 2016 : Rapala Fishing: Daily Catch, édité par Concrete Software sur iOS et Android.